# Metrotrén (Gijón)
El Metrotrén de Gijón, en ocasiones conocido como Cercafeve, es un proyecto de infraestructura ferroviaria en la ciudad de Gijón (Asturias, España). La idea general del proyecto es la construcción de un túnel y sus apeaderos que permita prolongar a la línea C-1 de Cercanías Asturias por gran parte de la ciudad. Fue presentado en el año 2000 dentro de un ambicioso proyecto de reformas de Cercanías apodado Metrotrén de Asturias. El túnel principal fue construido en su mayor parte entre 2003 y 2006 y actualmente está abandonado a esperas de su finalización.
Esta infraestructura permitiría demoler las estaciones de Gijón-Jovellanos y El Humedal, suprimiendo la brecha urbana que suponían las vías férreas entre la parte oeste y centro de la ciudad. Para ello, se clausuran dichas estaciones y se inaugura en 2011 la estación provisional de Gijón-Sanz Crespo, a esperas de una Nueva Estación Intermodal que concentre los servicios ferroviarios y de autobús de la ciudad.
Una vez finalizado el proyecto constaría de 6 estaciones ubicadas entre la Estación Intermodal de Gijón (barrio de Moreda) y el Hospital de Cabueñes (punto más oriental del casco urbano). Destacaría la estación de Plaza Europa por tener un intercambiador con los autobuses urbanos municipales (EMTUSA). El túnel ya construido discurre desde el entorno del Museo del Ferrocarril hasta la estación de Viesques (parroquia de Bernueces) y mide 3 858 m. Falta por construir 2 650 metros más hasta Cabueñes, por lo que el túnel total tendría 6 508 metros.

## Historia del Metrotrén de Asturias

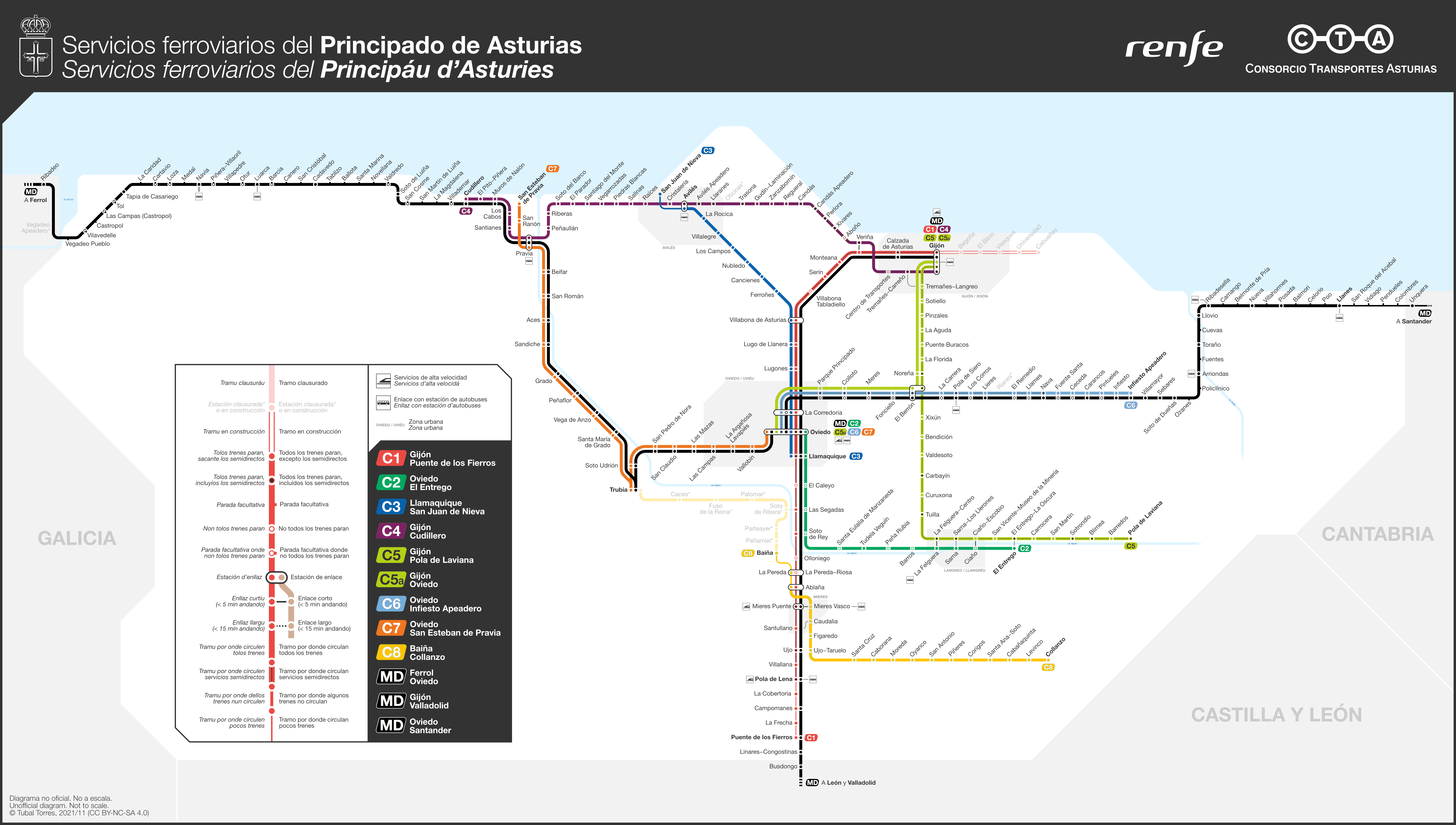
El denso mapa ferroviario de Asturias se asemeja al de un metro convencional, de ahí que el proyecto de reforma de la Red de Cercanías se conociera como Metrotrén.

El Programa de Cercanías del Plan de Infraestructuras del Transporte 2000-2007 para el Principado de Asturias fue presentado el 6 de agosto de 2000 por el ministro de Fomento Francisco Álvarez-Cascos en la Feria Internacional de Muestras de Asturias. Se recogían una serie de medidas que había presentado el Partido Popular de cara a las elecciones generales de ese año.En dicho programa, metrotrén era la denominación que recibió un ambicioso plan a nivel regional que supuso reformas en la infraestructura y el tráfico ferroviario. La idea de Álvarez-Cascos era crear un servicio ferroviario homogéneo y funcional para toda el área metropolitana de Asturias aprovechando la densa red ferroviaria de la región. Se formuló una inversión estimada en 50.000 millones de pesetas y preveía finalizar en 2007.De este modo, por ejemplo, surgieron de este planteamiento las estaciones de Llamaquique y La Corredoria, en Oviedo. Sin embargo, el proyecto principal del metrotrén era un gran túnel y varios apeaderos en Gijón, de ahí que el término metrotrén se aplique en la actualidad a esta infraestructura en concreto. 
El Programa de Cercanías, apodado Metrotrén de Asturias, incluía los siguientes campos de actuación:
- En Oviedo: Aprovechando la existencia previa de trazado ferroviario por zona urbana, parte del mismo subterráneo, se construyeron dos estaciones de ferrocarril complementarias a la estación central. Serían La Corredoria, en el barrio de nueva construcción homónimo, y Llamaquique, en una zona de gran concentración de equipamientos regionales, como el campus de Llamaquique.[4] La estación de La Corredoria, al norte de la ciudad, se inauguró en 2004 y Llamaquique, en su parte central, en 2007.[6]
- En Avilés: Se recogía la construcción de una estación en la zona sur de la ciudad, en el entorno de Versalles.[4] El proyecto no salió adelante y se modificó posteriormente para convertirse en la Estación Intermodal de Avilés, un proyecto más ambicioso y aún en desarrollo.[7]
- En Gijón: Esta ciudad, al contrario que Avilés y Oviedo, no contaba con un trazado ferroviario que la atravesara puesto que la línea finalizaba en la estación de El Humedal (El Centro). Para poder situar estaciones de ferrocarril en el densamente poblado casco urbano se proyectó un túnel a través de la mitad este de la ciudad.[4] Inicialmente el túnel acabaría en Viesques, aunque posteriormente se ampliaría hasta el Hospital de Cabueñes para dar servicio a la Milla del Conocimiento. El proyecto se complementaría con la construcción de la Estación Intermodal de Gijón, formando todo ello el denominado Plan de Vías. Al contrario que en Oviedo, las actuaciones del Metrotrén en Gijón se construyeron parcialmente, pero no se finalizaron.[5] Francisco Álvarez-Cascos, "padrino" político del Metrotrén de Asturias.

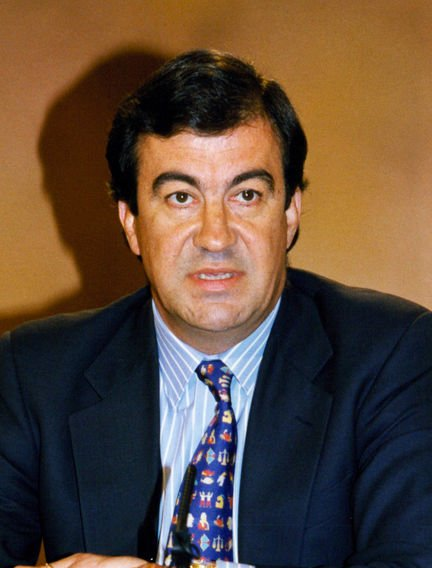
Francisco Álvarez-Cascos, "padrino" político del Metrotrén de Asturias.

- En otros lugares: El plan ferroviario recogía la reforma de gran número de estaciones de ferrocarril, destinadas en su mayoría en favorecer la intermodalidad. También se incluía una reestructuración tarifaria y de horarios.[4] De manera paralela y otra vez bajo el apadrinamiento de Álvarez-Cascos, comenzó en 2004 la construcción de la Línea de alta velocidad León-Asturias, que planeaba un nuevo trazado ferroviario de alta velocidad entre León, Oviedo y Gijón. Sin embargo, el proyecto se descarta paulatinamente y sólo se construye su tramo principal: la Variante de Pajares, inaugurada en 2023.

## Historia del túnel del Metrotrén

### Construcción inicial (2003-2005)
En septiembre de 2000, un mes después de que Francisco Álvarez-Cascos presentara el Metrotrén de Asturias, el Ministerio encarga el «Estudio Informativo y Proyecto Constructivo de Penetración del Ferrocarril en Gijón con la Supresión de la Barrera Ferroviaria». El 17 de abril de 2002 se aprobó técnicamente el «Estudio Informativo del túnel de penetración del ferrocarril en Gijón» y se dio vía libre a su construcción.
Las obras del túnel del metrotrén fueron iniciadas en un acto oficial el 10 de junio de 2003 por la alcaldesa de Gijón Paz Fernández Felgueroso y el ministro de Fomento Francisco Álvarez-Cascos.El presupuesto inicial era de 106 millones de euros y planeaba finalizar 35 meses después, en mayo de 2006. El trazado ferroviario de ancho ibérico estaba destinado a finalizar en Viesques, motivo que hizo que desde un primer momento el Ayuntamiento considerara prolongarlo hasta Cabueñes. Se solicitaba incluso aprovechar el trazado para llevar Cercanías a Villaviciosa y Ribadesella. Álvarez-Cascos argumentó que el túnel era una pieza de la futurible línea de alta velocidad del Cantábrico al atravesar todo el casco urbano de Gijón este-oeste.
El túnel en cuestión fue construido por la empresa Necso (renombrada posteriormente como Acciona), que empleó para perforarlo a la tuneladora de origen alemán «Noega», cuyo nombre es un homenaje al pasado romano de la ciudad. La perforación como tal se inició en febrero de 2004 el entorno de la glorieta de Viesques (cerca de la EPI) y finalizó en diciembre de 2006 en una parcela anexa al Museo del Ferrocarril mediante una gran cavidad destinada a extraer a la tuneladora. La perforación, por tanto, fue avanzando de este a oeste bajo el casco urbano de la ciudad.

### Modificaciones de 2005

#### Modificación del tramo oeste y finalización del túnel

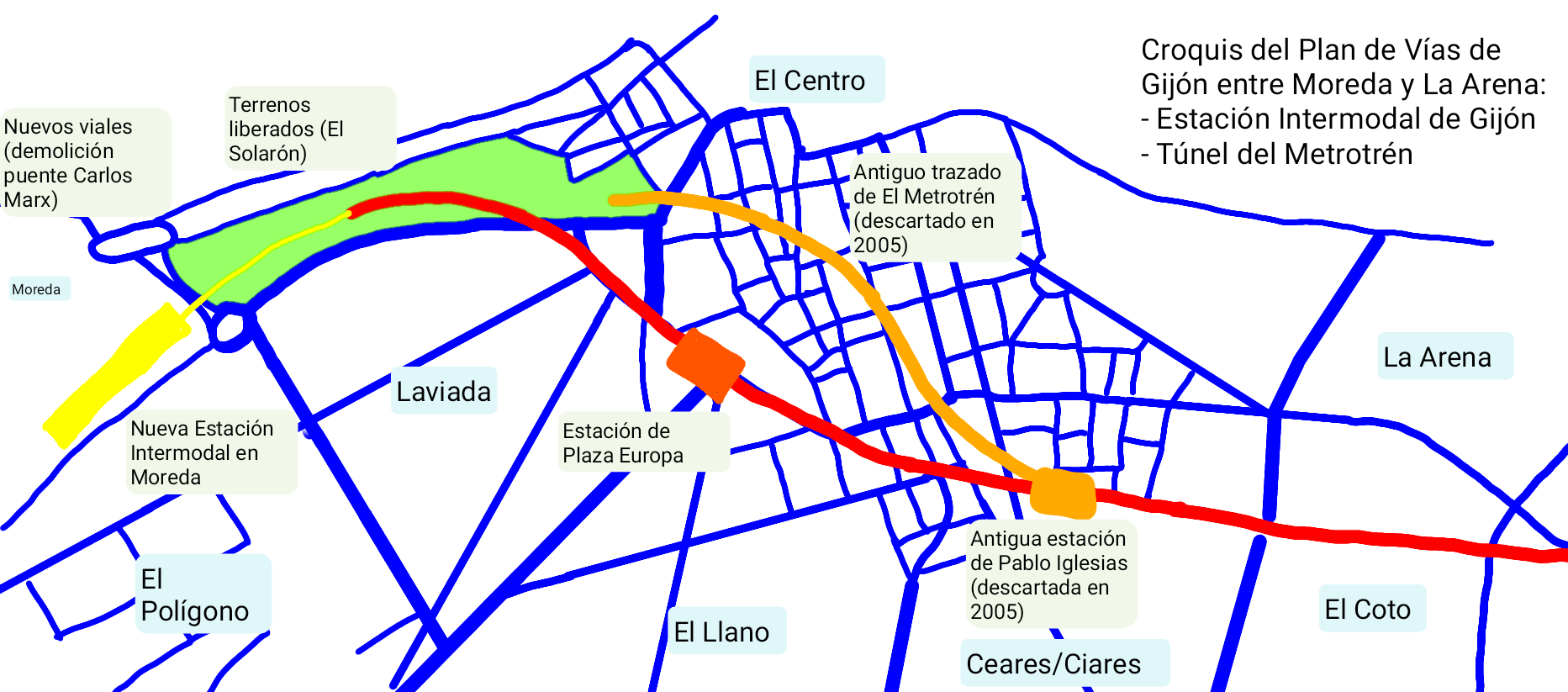
Sencillo croquis del Plan de Vías de Gijón (2023)

El diseño original planeaba concluir la perforación bajo la estación de El Humedal, por lo que el trazado tenía que forzar una curva por todo el casco urbano de El Centro hasta la avenida de Pablo Iglesias. La longitud total de este proyecto era de 3.528 metros.Este trazado supuso varios inconvenientes a la hora de desarrollarse puesto que había serias dudas sobre el mantenimiento del patrimonio arquitectónico en superficie y sobre la idoneidad de los suelos.Además, en febrero de 2005 el Ayuntamiento había pedido al nuevo gabinete de la ministra Magdalena Álvarez que estudiara la prolongación de la línea hasta Cabueñes y que incluyera en el trazado vías de ancho métrico (FEVE) y no solo ancho ibérico (Renfe). Todo esto sucede en un contexto en el que la ciudad estaba comenzando a desarrollar el Plan de Vías, proyecto urbanístico y ferroviario en el que el metrotrén sería clave para poder demoler la barrera ferroviaria de las estaciones de El Humedal y Gijón-Jovellanos y construir una Nueva Estación Intermodal en Moreda. Para poder tramitar los cambios, en abril de 2005 el Ministerio de Fomento detiene las obras por un periodo de 7 meses (en ese momento la perforación se hallaba bajo El Bibio, a mitad del recorrido).

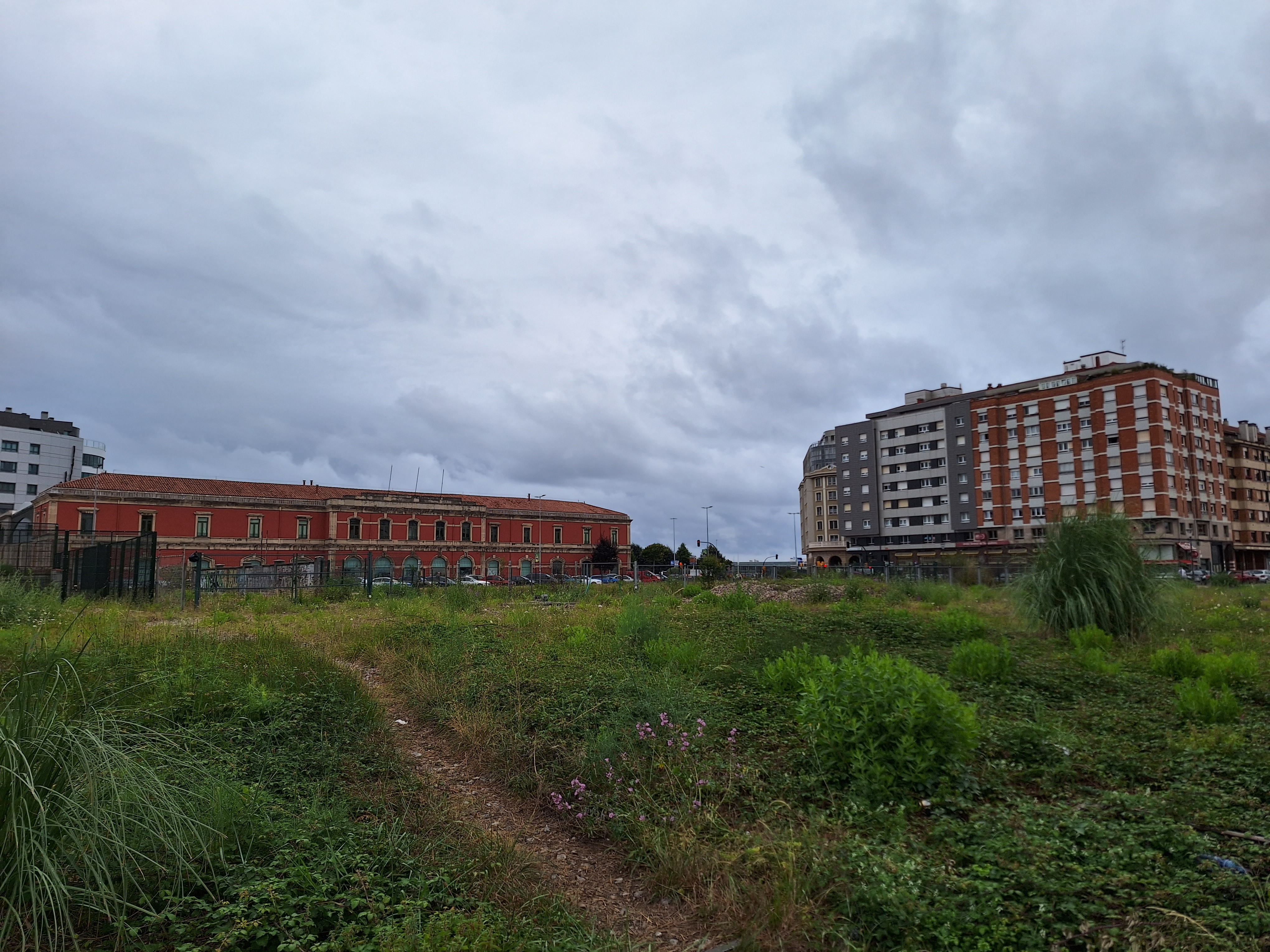
Bajo este solar en pleno barrio de El Centro de Gijón se ubica el final del túnel del metrotrén, junto al Museo del Ferrocarril de Asturias.

Tras celebrarse una reunión entre las tres administraciones públicas en junio de 2005 se aprueba en septiembre la «Propuesta de variante de trazado».Por lo tanto, el tramo final oeste se modificó para evitar las complicaciones de El Centro. El nuevo recorrido discurrió en un trazado más recto por la avenida de la Costa, con menos patrimonio arquitectónico y mejores suelos.Además, debido a que El Humedal debía quedar libre de instalaciones ferroviarias el metrotrén se vio obligado a finalizar más al oeste y no en esa zona.Se eligió por tanto una parcela anexa al Museo del Ferrocarril para acabar el trazado. Así mismo, de dos vías que tendría el túnel, una sería para ancho ibérico y la otra para métrico (Renfe y Feve respectivamente). Esta idea se abandonaría posteriormente.

Después de retomar las obras la estructura del túnel se termina en diciembre de 2006, dejando una infraestructura subterránea de 3.858 metros de longitud. El túnel construido tiene un diámetro de 9,6 metros y se emplearon más de 14.000 dovelas para revestirlo. Discurre a unos 21 o 25 metros bajo el suelo. Se construyeron parcialmente y bajo superficie dos estaciones de las tres previstas: la estación de El Bibio y la estación de Viesques. La restante, prevista en algún punto de El Centro, no se construyó debido a las discrepancias sobre su ubicación en el proyecto de 2003 y 2005. Ninguna de estas estructuras ha estado nunca en servicio.

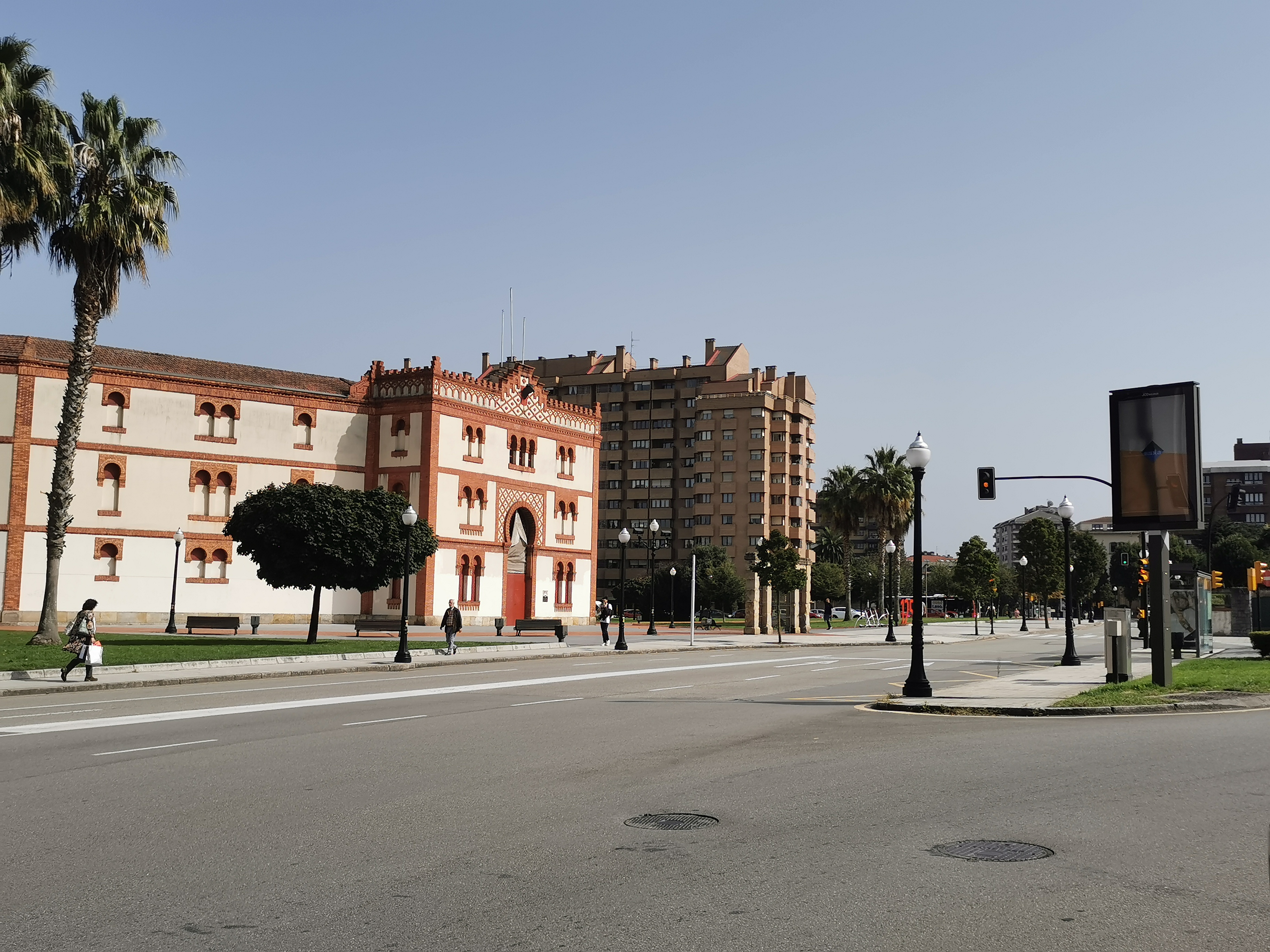
Bajo la plaza del arquitecto Manuel del Busto, enfrente de la plaza de toros, se haya la estación de El Bibio, la más desarrollada del proyecto.

#### Proyecto de ampliación hasta Cabueñes
Otra medida llevaba a cabo por el gabinete de Magdalena Álvarez fue la de ampliar el túnel urbano hasta Cabueñes. De este modo se daría servicio a las dotaciones culturales y sanitarias de la zona mediante la construcción de dos nuevas estaciones (Campus y Hospital). En noviembre de 2005, el Ministerio de Fomento adjudicó a INECO el contrato para la redacción del Estudio Informativo del proyecto: “Mejora de las Cercanías de Gijón. prolongación del nuevo túnel hasta Cabueñes”. Habría que esperar a 2007 para ver publicado dicho estudio informativo.

### Estudio de 2009 y bloqueo
Un estudio de menor envergadura encargado en 2007 y publicado en 2009 recogió la construcción de la estación de Plaza Europa (estación faltante en El Centro) y la finalización de El Bibio y Viesques. Ninguno se ha materializado, permaneciendo el túnel construido durante todo ese tiempo sin uso y teniendo que ser bombeado por continuas inundaciones.
Su bloqueo viene dado principalmente por la priorización de la Nueva Estación Intermodal, proyecto en desarrollo y con constantes cambios desde 2005. El 28 de marzo de 2011 se completó el traslado de los servicios ferroviarios de Renfe desde las estaciones de Gijón-Cercanías y Gijón-Jovellanos hasta la estación de Gijón-Sanz Crespo, lo que provocó un notable descenso en las cifras de viajeros de los servicios de ancho métrico y Cercanías, al pasarse los usuarios a otros medios de transporte más céntricos, como el autobús.Por lo tanto, la inexistencia del metrotrén lastra desde entonces a las comunicaciones de Gijón y al conjunto del sistema ferroviario asturiano.

### Nuevos estudios de 2019 y desbloqueo
En mayo de 2019 Adif licita nuevos contratos para la redacción del proyecto constructivo de la prolongación hasta Cabueñes y para la adecuación de las estaciones ya existentes, descartando así los estudios inicialmente aprobados en 2007 para la prolongación y en 2009 para la adecuación.En 2020 se confirma que el metrotrén solo tendrá dos vías en ancho ibérico para la línea C-1 de Cercanías. Se descarta, por tanto, la modificación de 2005 que proponía incluir una vía de ancho métrico para Renfe Feve.
El 4 de mayo de 2022 Raquel Sánchez, Ana González y Adrián Barbón firmaron un protocolo donde se comprometían a la licitación de los Proyectos de Obras tanto para la Estación Intermodal (cuyo estudio informativo se publicó en febrero de 2022) como para los dos estudios del metrotrén (la prolongación hasta Cabueñes se dio a conocer en mayo de 2022 y la adecuación de las estaciones se publicará en 2024). Dichos proyectos de obras materializarán sendos estudios informativos. 
En el proyecto de ampliación hasta Cabueñes publicado en mayo de 2022 se recogió la construcción de un túnel con un sistema de pantallas a cielo abierto por el Campus de Gijón. Costará 200 millones de euros y sus obras tardarán 26 meses en finalizar. No obstante, Adif priorizará la construcción de la Estación Intermodal para después finalizar los túneles y apeaderos del metrotrén.
En base al protocolo de 2022 en marzo de 2023 se adjudicó el contrato del proyecto constructivo de la  Nueva Estación Intermodal. Dicho proyecto incluirá la construcción de una plataforma subterránea bajo la estación en si (primer apeadero del metrotrén) y la edificación del tramo faltante entre la futura ubicación de la Estación Intermodal y el túnel ya existente frente al Museo del Ferrocarril.En junio de 2023 el ministerio de Transición Ecológica comenzó la tramitación de la Declaración de Impacto Ambiental de la ampliación del túnel hasta Cabueñes.Dicha evaluación se publicó en marzo de 2024, dando pie a la posterior aprobación del proyecto constructivo y a la licitación de las obras.

## Estado actual del Metrotrén
| Elemento (oeste-este)                           | Estado de proyecto                               | Características                                                                                               |
| ----------------------------------------------- | ------------------------------------------------ | --- |
| Estación Intermodal de Gijón                    | Proyecto de obras adjudicado (29/3/2023)         | Punto de partida del metrotrén en la ciudad.                                                                  |
| Túnel Estación-Museo                            | Proyecto de obras adjudicado (29/3/2023)         | Sección del túnel que se construirá entre la Intermodal y el trazado ya existente en el Museo del Ferrocarril |
| Túnel Museo-Plaza Europa                        | Estudio informativo en desarrollo (2019)         | Su estructura está construida desde 2006 pero no tiene ni vías ni catenarias (sin acondicionar)               |
| Estación de Plaza Europa                        | Estudio informativo en desarrollo (2019)         | Su estructura no está construida, aunque si desde 2006 el túnel que la atravesará                             |
| Túnel Plaza Europa-El Bibio                     | Estudio informativo en desarrollo (2019)         | Su estructura está construida desde 2006 pero no tiene ni vías ni catenarias (sin acondicionar)               |
| Estación de El Bibio                            | Estudio informativo en desarrollo (2019)         | Su estructura está construida desde 2006 pero está sin acondicionar y sin accesos en superficie               |
| Túnel El Bibio-Bernueces                        | Estudio informativo en desarrollo (2019)         | Su estructura está construida desde 2006 pero no tiene ni vías ni catenarias (sin acondicionar)               |
| Estación de Castiello de Bernueces              | Estudio informativo en desarrollo (2019)         | Su estructura está construida desde 2006 pero está sin acondicionar y sin accesos en superficie               |
| Túnel Bernueces-Campus Universitario            | Declaración de Impacto Ambiental aprobada (2024) | Unirá el trazado ya construido desde 2006 con la estación del Campus                                          |
| Estación del Campus Universitario               | Declaración de Impacto Ambiental aprobada (2024) | Dará servicio al Campus de Gijón                                                                              |
| Túnel Campus Universitario-Hospital de Cabueñes | Declaración de Impacto Ambiental aprobada (2024) | Atravesará la mayor parte de la Milla del Conocimiento                                                        |
| Estación del Hospital de Cabueñes               | Declaración de Impacto Ambiental aprobada (2024) | Será el final de la línea Venta de Baños-Gijón y por lo tanto del metrotrén                                   |

## Servicios
Aunque cumple con la definición de lo que es un metro, solamente tiene proyectada una línea, en parte subterránea y en parte en trinchera, que será destinada exclusivamente a la ampliación de la línea C-1 de Cercanías Asturias, por lo que no se puede considerar un sistema metropolitano independiente.
La velocidad máxima en los túneles será de 80 km/h y circularán 40 trenes diarios por cada sentido. Los convoyes serán tipo Civia (serie 463), que tiene una capacidad máxima de 607 pasajeros (169 sentados).

### Estaciones y zonas de influencia[32]
| Correspondencias | Estaciones           | Influencia inmediata                                     | Influencia                                           |
| ---------------- | -------------------- | -------------------------------------------------------- | ---------------------------------------------------- |
|                  | Gijón-Intermodal     | Barrio de Moreda                                         | El Natahoyo, El Polígono                             |
| EMTUSA           | Plaza Europa         | Plaza Europa, Paseo de Begoña, El Humedal                | El Centro, Laviada                                   |
|                  | El Bibio             | Plaza de toros de El Bibio, El Coto, El Bibio            | Parque de Isabel la Católica, Las Mestas, El Molinón |
|                  | Bernueces            | CHAS, Complejo Deportivo Las Mestas, Escuela Politécnica | Bernueces, Viesques, La Guía                         |
|                  | Campus Universitario | Campus de Gijón                                          |                                                      |
|                  | Hospital de Cabueñes | Hospital de Cabueñes, Milla del Conocimiento             | Cabueñes, Somió                                      |

## En la sociedad
Tras la presentación del proyecto en el año 2000, construcción parcial y abandono del mismo; ha habido multitud de cambios, anuncios de fechas, adjudicaciones, revisiones y campañas electorales que han conseguido crear en la ciudadanía un ambiente de escepticismo sobre la finalización del proyecto.
En julio de 2017 el grupo político municipal Xixón Sí Puede publicó un cómic satírico y de crítica política sobre el Metrotrén titulado La increíble pero cierta historia del metrotrén de Gijón. En octubre de ese mismo año, grupos de jóvenes ingresaron al túnel inundado con lanchas neumáticas, teniendo Adif que tapiar los accesos en superficie al túnel.